# Interparlamentarische Union
Die Interparlamentarische Union (IPU, gegründet als „Interparlamentarische Union für internationale Schiedsgerichtsbarkeit“, frz.: Union interparlementaire, kurz UIP) ist eine 1889 gegründete internationale Vereinigung von Parlamenten, mit dem Ziel der Sicherung des Friedens, der Förderung des Demokratieverständnisses in allen Teilen der Welt und der Wahrung der Menschenrechte. Sie wurde von William Randal Cremer aus Großbritannien und Frédéric Passy aus Frankreich ins Leben gerufen. Im Jahr 2023 hat die IPU 180 Mitgliedsstaaten und 15 assoziierte Mitglieder. Der Sitz des Sekretariats ist seit 1921 in Genf. Finanziert wird die Union ausschließlich durch die Beiträge der Mitgliedsparlamente.

## Geschichte

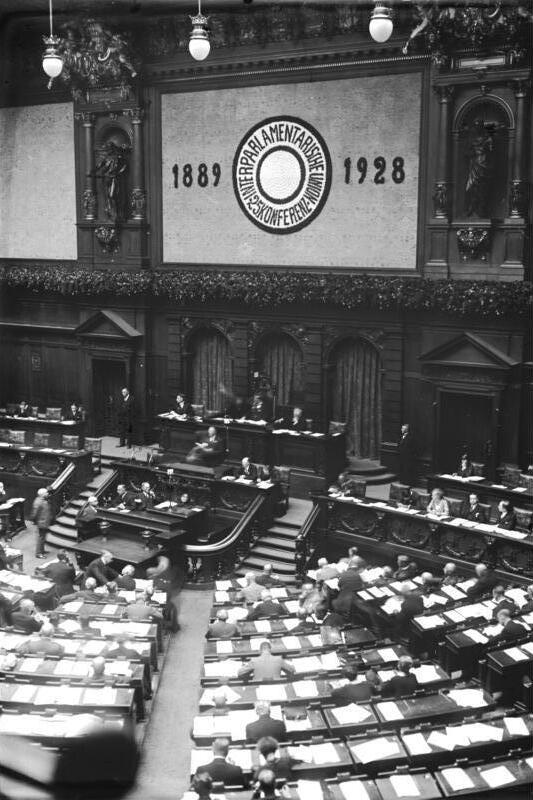
Sitzung der 25. Konferenz der Interparlamentarischen Union im Deutschen Reichstag 1928

Die erste Idee zur Gründung einer Friedensorganisation von Parlamentariern hatte der Franzose Frédéric Passy in den 1870er und 1880er Jahren. Er war zeit seines Lebens engagierter Pazifist und seit 1881 Mitglied des französischen Parlaments. Passy entwickelte die Idee der Verhinderung von Kriegen und Konflikten durch eine internationale, staatliche Schiedsgerichtsbarkeit. Nationen sollten sich statt der Anwendung von Waffengewalt einer neutralen Instanz unterwerfen. 1888 lernten sich Passy und der britische Gewerkschafter William Randal Cremer in Paris kennen, der eine friedenssichernde britisch-amerikanische Koalition unter Einbeziehung Frankreichs herstellen wollte. Nachdem im Juni der US-amerikanische Senat diesem Vertrag zustimmte, nahmen Passy und Cremer Kontakt zu verschiedenen europäischen Parlamenten auf.
Ein Jahr später kam es auf deren Initiative zur Gründung der „Interparlamentarischen Union für internationale Schiedsgerichtsbarkeit“ in Paris als Versammlung von Abgeordneten aus den Parlamenten zunächst europäischer Staaten. Ein weiteres Mitglied bei der Gründungskonferenz am 29. und 30. Juni 1889 war der Schweizer Jurist Élie Ducommun.
Die zweite Konferenz fand 1890 in London statt. Auf dieser erhielt die Union erstmals einen repräsentativen Charakter: 111 Abgeordnete vertraten 11 europäische Staaten, über 1000 weitere Parlamentarier hatten Zustimmungserklärungen geschrieben.
Auf der 3. Konferenz am 13. November 1891 in Rom wurde das „Internationale Ständige Friedensbüro“ (frz.: Bureau International Permanent de la Paix) mit Sitz in Bern eingerichtet, dessen erster Vorsitzender Ducommun bis zu seinem Tod 1906 wurde. Die Aufgabe des Büros war vor allem die Koordinierung der vielfältigen Aktionen nationaler, teilweise rivalisierender Friedensorganisationen. Ducommun bekam für diese ehrenamtliche Arbeit als „Geschäftsführer des Friedens“ 1902 den Friedensnobelpreis.
1892 wurde auf der Folgekonferenz in Bern – organisiert von Charles Gobat – das Zentralbüro der Union ins Leben gerufen, an deren Spitze Charles Gobat gestellt wurde.
Den ersten Erfolg konnte die Union mit dem wesentlichen Beitrag zur Einberufung der Ersten Haager Friedenskonferenz 1899 leisten. In der Folgezeit wurden auf Anregung und Vermittlung viele zwischenstaatliche Schiedsverträge abgeschlossen.
1905 wurde der Name auf „Interparlamentarische Union“ verkürzt.

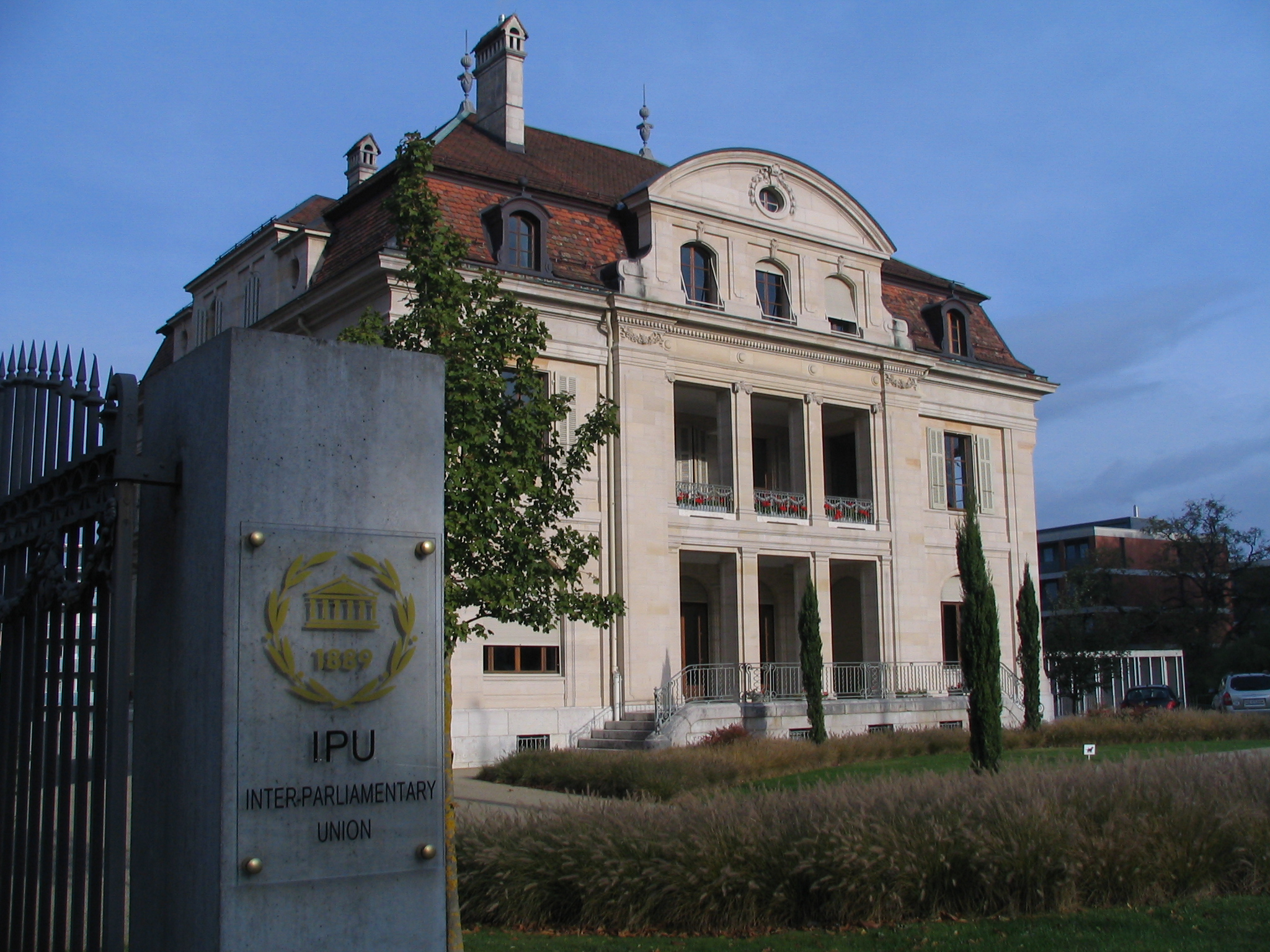
Interparlamentarische Union in Genf (Schweiz) 2010

Seit 1920 hat das Sekretariat der Union seinen ständigen Sitz in Genf. Zuvor wechselte der Sitz von Bern (1892–1911) nach Brüssel (1911–1914) und nach Oslo (1914–1920).
Seit 1947 besaß die IPU Konsultativstatus (Kategorie I) beim Wirtschafts- und Sozialrat der Vereinten Nationen (ECOSOC). Seit November 2002 hat die IPU Beobachterstatus bei der Generalversammlung der Vereinten Nationen. In New York unterhält die IPU ein ständiges Verbindungsbüro bei der UN.

## Mitglieder

Mitgliedsstaaten der Interparlamentarischen Union (Stand 2023: 180 Mitgliedsstaaten). Supranationale Parlamente wie das Europäische oder das Panafrikanische Parlament sind assoziierte Mitglieder.

Im Jahr 2023 hat die IPU 180 Mitgliedsstaaten und 15 assoziierte Mitglieder. Dies sind nicht einzelne Staaten, sondern Parlamente.
Zu den 15 assoziierten Mitgliedern gehören:
- Andenparlament
- Arabisches Parlament
- Assemblée parlementaire de la Francophonie
- Europäisches Parlament (EP)
- Interparlamentarisches Komitee der Westafrikanischen Wirtschafts- und Währungsunion (WAEMU) (französische Abkürzung: UEMOA)
- Interparlamentarische Versammlung der Gemeinschaft Unabhängiger Staaten (GUS)
- Lateinamerikanisches Parlament (PARLATINO)
- Panafrikanisches Parlament
- Parlamentarische Versammlung des Europarates (PACE)
- Parlament des MERCORSOR
- Parlament der Westafrikanischen Wirtschaftsgemeinschaft (ECOWAS)
- Parlament der Zentralafrikanischen Wirtschafts- und Währungsgemeinschaft (CEMAC)
- Parlamentarische Versammlung der Ostafrikanischen Gemeinschaft (EALA)
- Zentralamerikanisches Parlament (PARLACEN)

Nicht Mitglied sind insbesondere die USA.

## Arbeitsweise
Die Interparlamentarische Union tagt in der Regel zweimal jährlich (Interparlamentarische Konferenz, Versammlung der Interparlamentarischen Union), auf denen sich die Delegationen der Parlamente austauschen. In erster Linie werden in diesem Plenum der Parlamentarier politische, wirtschaftliche und soziale Fragen von internationalem Interesse erörtert und gegebenenfalls themenbezogene Entschließungen erarbeitet. Auf die nationalen Parlamente haben diese Entschließungen aber keine direkten Auswirkungen oder Verpflichtungen.
Die Gesamtzahl der Delegierten variiert. Es können maximal acht Vertreter aus Ländern mit weniger als 100 Millionen Einwohnern und maximal zehn aus Ländern mit mehr als 100 Millionen Einwohnern von den Parlamenten bestimmt werden.
Zusätzlich werden Sonderkonferenzen veranstaltet, die in erster Linie Fragen aus den Bereichen Abrüstung sowie Natur und Umwelt betreffen.
Mit der Planung und Durchführung der Konferenzen betraut ist der Interparlamentarische Rat, dem jeweils zwei Parlamentarier jedes Mitgliedslandes angehören. Aus seiner Mitte wird ein Präsident mit einer Amtszeit von drei Jahren gewählt. Präsident ist derzeit Tulia Ackson, der frühere Präsident des Repräsentantenhauses von Tanzania.
Eine Schlüsselstellung bei der Vorbereitung der Tagesordnung und bei der Einrichtung neuer Ausschüsse hat der Exekutivausschuss. Ihm gehören neben dem Präsidenten des Interparlamentarischen Rates zwölf weitere Mitglieder an. Seine Aufgabe ist die Unterstützung des Rates.

### Ständige Ausschüsse
Die inhaltliche Arbeit wird übernommen von den Ständigen Ausschüssen, die mindestens zweimal im Jahr tagen. Aktuell gibt es vier Ständige Ausschüsse:
- Ausschuss für Demokratie und Menschenrechte
- Ausschuss für nachhaltige Entwicklung, Finanzen und Handel
- Ausschuss für Frieden und internationale Sicherheit
- Ausschuss für die Angelegenheiten der Vereinten Nationen

### Rat und sonstige Gremien
Neben dem Rat (Governing Council) gibt es unter anderem folgende Gremien:
- Treffen der Parlamentarierinnen
- Ausschuss für die Menschenrechte von Parlamentariern
- Ausschuss zur Förderung der Achtung des humanitären Völkerrechts.

Daneben gibt es als beratendes Gremium die Vereinigung der Generalsekretäre der Parlamente (ASGP).

## Bisherige und geplante Konferenzen (Inter-Parliamentary Conferences)

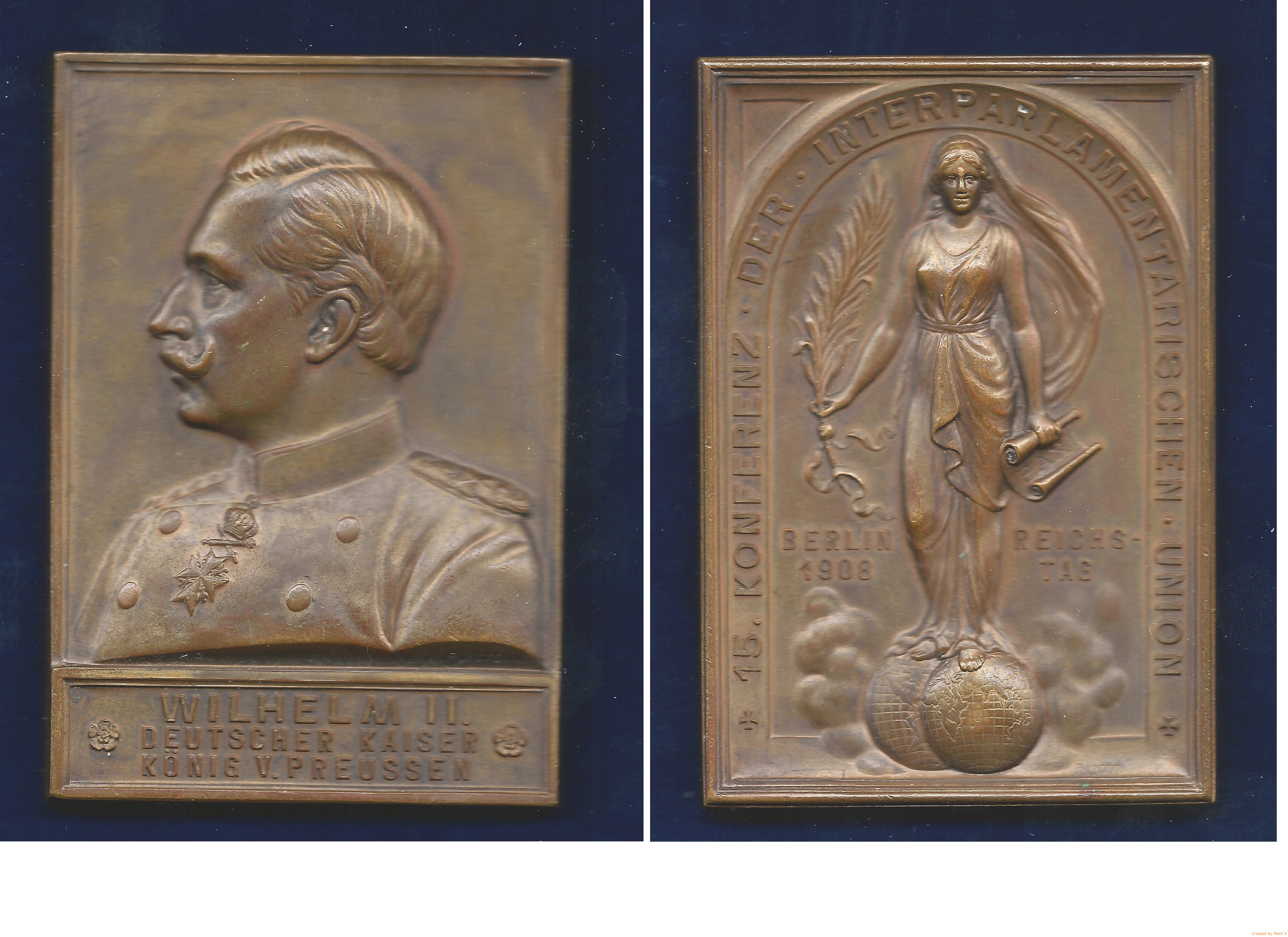
Medaille zur 15. Konferenz der Interparlamentarischen Union 1908 in Berlin

| #    | Stadt                 | Land                            | Zeitraum                                                                                         |
| ---- | --------------------- | ------------------------------- | ------------------------------------------------------------------------------------------------ |
| 1.   | Paris                 | Frankreich                      | 29./30. 6. 1889                                                                                  |
| 2.   | London                | Großbritannien                  | 1890                                                                                             |
| 3.   | Rom                   | Italien                         | 1891                                                                                             |
| 4.   | Bern                  | Schweiz                         | 1892                                                                                             |
| 5.   | Den Haag              | Niederlande                     | 1894                                                                                             |
| 6.   | Brüssel               | Belgien                         | 1895                                                                                             |
| 7.   | Budapest              | Österreich-Ungarn               | 1896                                                                                             |
| 8.   | Brüssel               | Belgien                         | 1897                                                                                             |
| 9.   | Kristiania            | Norwegen                        | 1899                                                                                             |
| 10.  | Paris                 | Frankreich                      | 1900                                                                                             |
| 11.  | Wien                  | Österreich-Ungarn               | 1903                                                                                             |
| 12.  | Saint Louis           | USA                             | 1904                                                                                             |
| 13.  | Brüssel               | Belgien                         | 1905                                                                                             |
| 14.  | London                | Großbritannien                  | 1906                                                                                             |
| 15.  | Berlin                | Deutsches Reich                 | 1908                                                                                             |
| 16.  | Brüssel               | Belgien                         | 1910                                                                                             |
| 17.  | Genf                  | Schweiz                         | 1912                                                                                             |
| 18.  | Den Haag              | Niederlande                     | 1913                                                                                             |
| -    | Ottawa                | Kanada                          | geplant 1915                                                                                     |
| 19.  | Stockholm             | Schweden                        | 1921                                                                                             |
| 20.  | Wien                  | Österreich                      | 1922                                                                                             |
| 21.  | Kopenhagen            | Dänemark                        | 1923                                                                                             |
| 22.  | Bern                  | Schweiz                         | 1924                                                                                             |
| 23.  | Washington und Ottawa | USA und Kanada                  | 1925                                                                                             |
| 24.  | Paris                 | Frankreich                      | 1927                                                                                             |
| 25.  | Berlin                | Deutsches Reich                 | 1928                                                                                             |
| 26.  | London                | Großbritannien                  | 1930                                                                                             |
| 27.  | Bukarest              | Rumänien                        | 1931                                                                                             |
| 28.  | Genf                  | Schweiz                         | 1932                                                                                             |
| 29.  | Madrid                | Spanien                         | 1933                                                                                             |
| 30.  | Istanbul              | Türkei                          | 1934                                                                                             |
| 31.  | Brüssel               | Belgien                         | 1935                                                                                             |
| 32.  | Budapest              | Ungarn                          | 1936                                                                                             |
| 33.  | Paris                 | Frankreich                      | 1937                                                                                             |
| 34.  | Den Haag              | Niederlande                     | 1938                                                                                             |
| 35.  | Oslo                  | Norwegen                        | 1939                                                                                             |
| 36.  | Kairo                 | Ägypten                         | 1947                                                                                             |
| 37.  | Rom                   | Italien                         | 1948                                                                                             |
| 38.  | Stockholm             | Schweden                        | 1949                                                                                             |
| 39.  | Dublin                | Irland                          | 1950                                                                                             |
| 40.  | Istanbul              | Türkei                          | 1951                                                                                             |
| 41.  | Bern                  | Schweiz                         | 1952                                                                                             |
| 42.  | Washington            | USA                             | 1953                                                                                             |
| 43.  | Wien                  | Österreich                      | 1954                                                                                             |
| 44.  | Helsinki              | Finnland                        | 1955                                                                                             |
| 45.  | Bangkok               | Thailand                        | 1956                                                                                             |
| 46.  | London                | Großbritannien                  | 1957                                                                                             |
| 47.  | Rio de Janeiro        | Brasilien                       | 1958                                                                                             |
| 48.  | Warschau              | Polen                           | 1959                                                                                             |
| 49.  | Tokio                 | Japan                           | 1960                                                                                             |
| 50.  | Brüssel               | Belgien                         | 1961                                                                                             |
| 51.  | Brasília              | Brasilien                       | 1962                                                                                             |
| 52.  | Belgrad               | Jugoslawien                     | 1963                                                                                             |
| 53.  | Kopenhagen            | Dänemark                        | 1964                                                                                             |
| 54.  | Ottawa                | Kanada                          | 1965                                                                                             |
| 55.  | Teheran               | Iran                            | 1966                                                                                             |
| 56.  | Lima                  | Peru                            | 1968                                                                                             |
| 57.  | Neu-Delhi             | Indien                          | 1969                                                                                             |
| 58.  | Den Haag              | Niederlande                     | 1970                                                                                             |
| 59.  | Paris                 | Frankreich                      | 1971                                                                                             |
| 60.  | Rom                   | Italien                         | 1972                                                                                             |
| 61.  | Tokio                 | Japan                           | 1974                                                                                             |
| 62.  | London                | Großbritannien                  | 1975                                                                                             |
| 63.  | Madrid                | Spanien                         | 1976                                                                                             |
| 64.  | Sofia                 | Bulgarien                       | 1977                                                                                             |
| 65.  | Bonn                  | Bundesrepublik Deutschland      | 1978                                                                                             |
| 66.  | Caracas               | Venezuela                       | 1979                                                                                             |
| 67.  | Ost-Berlin            | Deutsche Demokratische Republik | 1980                                                                                             |
| 68.  | Havanna               | Kuba                            | 1981                                                                                             |
| 69.  | Rom                   | Italien                         | 1982                                                                                             |
| 70.  | Seoul                 | Südkorea                        | 1983                                                                                             |
| 71.  | Genf                  | Schweiz                         | 1984                                                                                             |
| 72.  | Genf                  | Schweiz                         | 1984                                                                                             |
| 73.  | Lomé                  | Togo                            | 1985                                                                                             |
| 74.  | Ottawa                | Kanada                          | 1985                                                                                             |
| 75.  | Mexiko-Stadt          | Mexiko                          | 1986                                                                                             |
| 76.  | Buenos Aires          | Argentinien                     | 1986                                                                                             |
| 77.  | Managua               | Nicaragua                       | 1987                                                                                             |
| 78.  | Bangkok               | Thailand                        | 1987                                                                                             |
| 79.  | Guatemala-Stadt       | Guatemala                       | 1988                                                                                             |
| 80.  | Sofia                 | Bulgarien                       | 1988                                                                                             |
| 81.  | Budapest              | Ungarn                          | 1989                                                                                             |
| 82.  | London                | Großbritannien                  | 1989                                                                                             |
| 83.  | Nikosia               | Zypern                          | 1990                                                                                             |
| 84.  | Punta del Este        | Uruguay                         | 1990                                                                                             |
| 85.  | Pjöngjang             | Nordkorea                       | 1991                                                                                             |
| 86.  | Santiago de Chile     | Chile                           | 7.–12. 10. 1991                                                                                  |
| 87.  | Yaoundé               | Kamerun                         | 6.–11. 4. 1992                                                                                   |
| 88.  | Stockholm             | Schweden                        | 7.–12. 9. 1992                                                                                   |
| 89.  | Neu-Delhi             | Indien                          | 12.–17. 4. 1993                                                                                  |
| 90.  | Canberra              | Australien                      | 13.–18. 9. 1993                                                                                  |
| 91.  | Paris                 | Frankreich                      | 21.–26. 3. 1994                                                                                  |
| 92.  | Kopenhagen            | Dänemark                        | 12.–17. 9. 1994                                                                                  |
| 93.  | Madrid                | Spanien                         | 27. 3. – 1. 4. 1995                                                                              |
| 94.  | Bukarest              | Rumänien                        | 9.–14. 10. 1995                                                                                  |
| 95.  | Istanbul              | Türkei                          | 5.–19. 4. 1996                                                                                   |
| 96.  | Peking                | China                           | 16.–20. 9. 1996                                                                                  |
| 97.  | Seoul                 | Südkorea                        | 10.–14. 4. 1997                                                                                  |
| 98.  | Kairo                 | Ägypten                         | 11.–15. 9. 1997                                                                                  |
| 99.  | Windhuk               | Namibia                         | 6.–10. 4. 1998                                                                                   |
| 100. | Moskau                | Russland                        | 7.–11. 9. 1998                                                                                   |
| 101. | Brüssel               | Belgien                         | 11.–15. 4. 1999                                                                                  |
| 102. | Berlin                | Deutschland                     | 10.–15. 10. 1999                                                                                 |
| 103. | Amman                 | Jordanien                       | 30. 4. – 5. 5. 2000                                                                              |
| 104. | Jakarta               | Indonesien                      | 15.–21. 10. 2000                                                                                 |
| 105. | Havanna               | Kuba                            | 1.–6. 4. 2001                                                                                    |
| 106. | Ouagadougou           | Burkina Faso                    | 9.–14. 9. 2001                                                                                   |
| 107. | Marrakesch            | Marokko                         | 17.–22. 3. 2002                                                                                  |
| 108. | Santiago de Chile     | Chile                           | 6.–11. 4. 2003                                                                                   |
| 109. | Genf                  | Schweiz                         | 1.–3. 10. 2003                                                                                   |
| 110. | Mexiko-Stadt          | Mexiko                          | 18.–23. 4. 2004                                                                                  |
| 111. | Genf                  | Schweiz                         | 28. 9. – 1. 10. 2004                                                                             |
| 112. | Manila                | Philippinen                     | 3.–8. 4. 2005                                                                                    |
| 113. | Genf                  | Schweiz                         | 17.–19. 10. 2005                                                                                 |
| 114. | Nairobi               | Kenia                           | 7.–12. 5. 2006                                                                                   |
| 115. | Genf                  | Schweiz                         | 16.–18. 10. 2006                                                                                 |
| 116. | Nusa Dua              | Indonesien                      | 29. 4. – 4. 5. 2007                                                                              |
| 117. | Genf                  | Schweiz                         | 8.–10. 10. 2007                                                                                  |
| 118. | Kapstadt              | Südafrika                       | 13.–18. 4. 2008                                                                                  |
| 119. | Genf                  | Schweiz                         | 13.–15. 10. 2008                                                                                 |
| 120. | Addis Ababa           | Äthiopien                       | 5.–10. 4. 2009                                                                                   |
| 121. | Genf                  | Schweiz                         | 18.–21. 10. 2009                                                                                 |
| 122. | Bangkok               | Thailand                        | 27.3. – 1. 4. 2010                                                                               |
| 123. | Genf                  | Schweiz                         | 4.–6. 10. 2010                                                                                   |
| 124. | Panama-Stadt          | Panama                          | 15.–24. 4. 2011                                                                                  |
| 125. | Bern                  | Schweiz                         | 16.–19. 10. 2011                                                                                 |
| 126. | Kampala               | Uganda                          | 31.3. – 5. 4. 2012                                                                               |
| 127. | Québec                | Kanada                          | 21.–26. 10. 2012                                                                                 |
| 128. | Quito                 | Ecuador                         | 22.–27. 3. 2013                                                                                  |
| 129. | Genf                  | Schweiz                         | 7.–9. 10. 2013                                                                                   |
| 130. | Genf                  | Schweiz                         | 16.–20. 3. 2014                                                                                  |
| 131. | Genf                  | Schweiz                         | 12.–16. 10. 2014                                                                                 |
| 132. | Hanoi                 | Vietnam                         | 27. 3. – 1. 4. 2015                                                                              |
| 133. | Genf                  | Schweiz                         | 17.–21. 10. 2015 (ursprünglich geplant in Cartagena de Indias, Kolumbien)                        |
| 134. | Lusaka                | Sambia                          | 19.–23. 3. 2016                                                                                  |
| 135. | Genf                  | Schweiz                         | 23.–27. 10. 2016                                                                                 |
| 136. | Dhaka                 | Bangladesch                     | 1.–5. 4. 2017                                                                                    |
| 137. | Sankt Petersburg      | Russland                        | 14.–18. 10. 2017                                                                                 |
| 138. | Genf                  | Schweiz                         | 24.–28. 3. 2018                                                                                  |
| 139. | Genf                  | Schweiz                         | 14.–18. 10. 2018                                                                                 |
| 140. | Doha                  | Qatar                           | 6.–10. 4. 2019                                                                                   |
| 141. | Belgrad               | Serbien                         | 13.–17. 10. 2019                                                                                 |
| 142. | virtuell / Wien       | Österreich                      | August 2020 (Teil 1: Videokonferenz wegen Covid-Pandemie) und 6.–8. 9. 2021 (Teil 2: in Präsenz) |
| 143. | Madrid                | Spanien                         | 25.–30. 11. 2021                                                                                 |
| 144. | Nusa Dua              | Indonesien                      | 20.–24. 3. 2022                                                                                  |
| 145. | Kigali                | Ruanda                          | 10.–15. 10. 2022                                                                                 |
| 146. | Manama                | Bahrain                         | 10.–15. 3. 2023                                                                                  |
| 147. | Luanda                | Angola                          | 22.–27. 10. 2023                                                                                 |

In der Regel alle 5 Jahre findet seit 2000 eine Weltkonferenz (World Conference of Speakers of Parliament) statt:
| #        | Stadt           | Land       | Zeitraum                                                                    |
| -------- | --------------- | ---------- | --------------------------------------------------------------------------- |
| 1.       | New York        | USA        | 2000                                                                        |
| 2.       | New York        | USA        | 2005                                                                        |
| 3.       | Genf            | Schweiz    | 2010                                                                        |
| 4.       | New York        | USA        | 2015                                                                        |
| 5. 5WCSP | virtuell / Wien | Österreich | August 2020 Videokonferenz (virtual) + 7.–8. 9. 2021 persönlich (in person) |

Seit etwa 2005 finden etwa 1- bis 2-jährlich Gipfelkonferenzen der weiblichen Parlamentssprecher statt (Summit of Women Speakers of Parliament - xSWSP). 2020/2021 zum 13. Mal virtuell bzw. in Wien.
| #          | Stadt           | Land       | Zeitraum                                                                 |
| ---------- | --------------- | ---------- | ------------------------------------------------------------------------ |
| 1.         | New York        | USA        | 2005, anläßlich 2WCSP                                                    |
| 2.         | New York        | USA        | 27. Februar oder März 2006                                               |
| 3.         | New York        | USA        | 2. März 2007                                                             |
| 4.         | New York?       | USA?       | – 2008?                                                                  |
| 5.         | Wien            | Österreich | 13.–14. Juli 2009                                                        |
| 6.         | Bern            | Schweiz    | 16.–17. Juli 2010                                                        |
| 7.         | New Delhi       | Indien     | 3.–4. Oktober 2012                                                       |
| 8.         | New York        | USA        | 12.–13. November 2013                                                    |
| 9.         | Genf            | Schweiz    | 4.–5. September 2014                                                     |
| 10.        | New York        | USA        | 29.–30. August 2015                                                      |
| 11.        | Abu Dhabi       | UAR        | 12.–13. Dezember 2016                                                    |
| 12.        | Cochabamba      | Bolivien   | 25.–26. April 2018                                                       |
| 13. 13SWSP | virtuell / Wien | Österreich | August 2020 Videokonferenz (virtual) + 6. 9. 2021 persönlich (in person) |

## Reformvorschläge
Im Zuge der Diskussion um eine Reform der Vereinten Nationen wird zumindest seit 2005 vorgeschlagen, die Interparlamentarische Union als „parlamentarischen Arm“ in die Vereinten Nationen zu integrieren. Langfristig soll sie sich dann zu einer Parlamentarischen Versammlung bei den Vereinten Nationen entwickeln.